# Vilde Tangnes
Vilde Tangnes (* 26. Januar 1999) ist eine norwegische Rennrodlerin.
Tangnes startet für den Lillehammer Akeklubb und ist die ältere Schwester von Våril Tangnes. Sie besuchte das Sportgymnasium in Bekkestua und gilt als das größte Rodeltalent Norwegens der letzten 20 Jahre. Tangnes gehörte von 2018 bis 2020 der Hans Majestet Kongens Garde an, seit 2020 studiert sie an der Kristiansand Folkehøyskole.

## Jugend und Juniorinnen
Vilde Tangnes debütierte in der Saison 2013/14 im Jugend-A-Weltcup. Sie bestritt ein Rennen auf ihrer Heimbahn in Lillehammer und wurde dabei Siebte. In der Saison darauf bestritt sie erneut ein Rennen im Jugend-A-Weltcup und wurde in Igls 27. Zudem trat sie bei den Junioren-Weltmeisterschaften 2015 in Lillehammer ab, wo sie unter zumeist älteren Rodlerinnen 29. von 38 gewerteten Fahrerinnen wurde.
2015/16 bestritt Tangnes erstmals mehrere Rennen in einer Saison des Junioren-A-Weltcups. Zum Saisonauftakt in Lillehammer wurde sie 30., im weiteren Saisonverlauf konnte sie ihre Leistungen auf anderen Bahnen signifikant steigern und wurde 15. am Königssee und 20. in Igls. Zudem trat sie bei den Olympischen Jugendspielen in Lillehammer an und erreichte dort einen sechsten Platz. 2016/17 rückte die Norwegerin in den Weltcup der Juniorinnen auf und bestritt die ersten vier der sechs Saisonrennen. Die Saison begann mit einem Doppelrenntag in Calgary wo Tangnes mit den Rängen sechs und acht mittlere Platzierungen erreichte. Auch als 17. in Igls und 19. in Oberhof erreichte sie Plätze im Mittelfeld. Mit 138 Punkten belegte sie den 16. Platz in der Gesamtwertung. Zum Saisonabschluss und ersten Karriere-Höhepunkt kam sie in Igls in ihrem ersten Rennen bei den Frauen zum Einsatz. Im Rahmen der Weltmeisterschaften 2017 fuhr Tangnes auf den 30. Platz und wurde in der U-23-Wertung 15.

## Übergang zu den Frauen

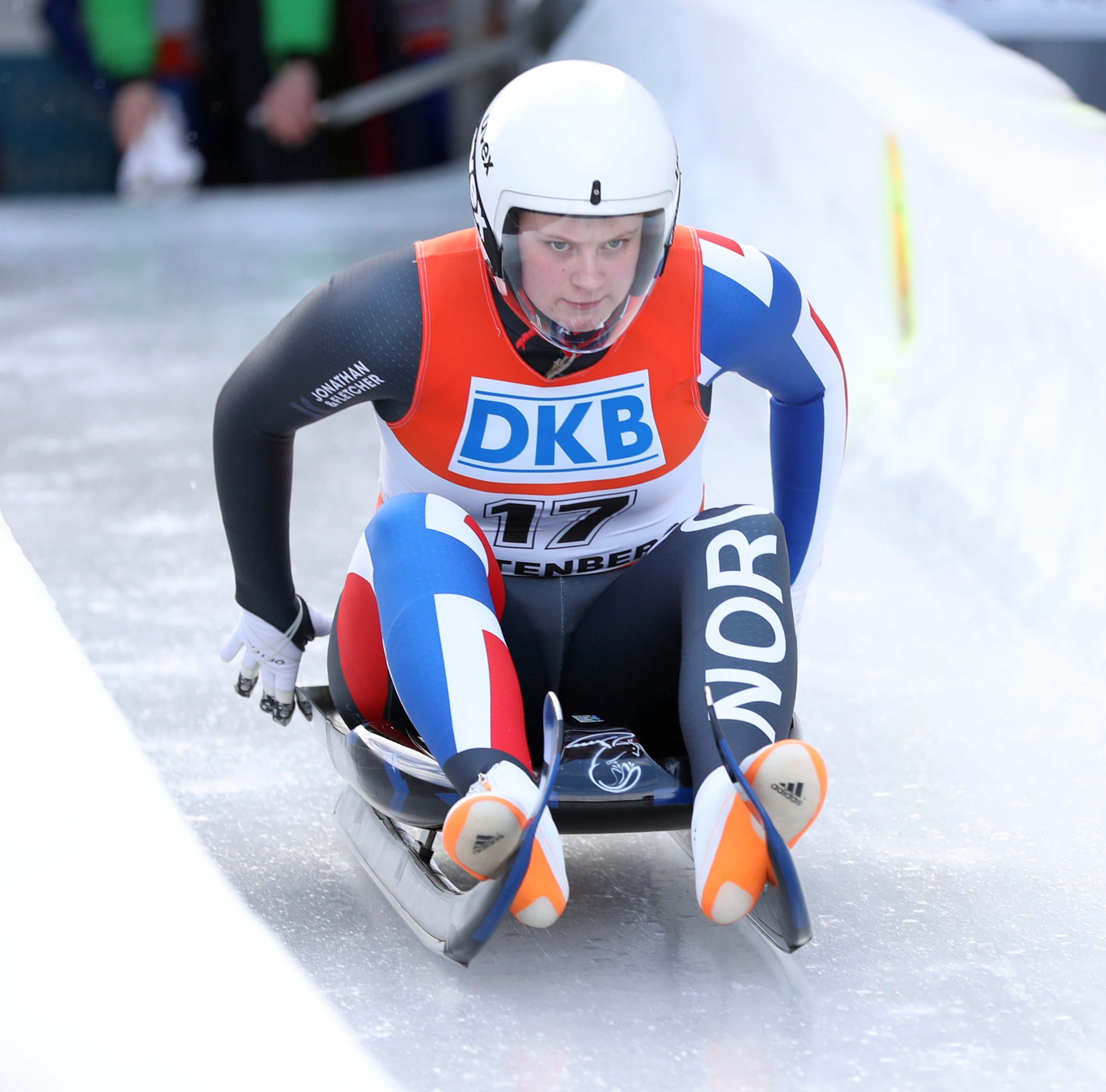
Tagnes im Mädchenrennen der Junioren-Weltmeisterschaften 2018

In der Saison 2017/18 debütierte Tangnes bei den Frauen im Weltcup. Zum Saisonauftakt bestritt sie in Igls das Nationencup-Rennen, scheiterte jedoch wie auch beim zweiten Saisonrennen in Winterberg als 20. und 16. vor allem im zweiten Rennen überaus knapp um einen Rang an der Qualifikation für das Weltcup-Hauptrennen. Danach fuhr sie wieder im Juniorinnen-Weltcup. Bei zwei Rennen in Oberhof erlebte sie die gesamte Bandbreite Leistungsbandbreite, von einem Top-Ten-Rang als Neuntplatzierte im ersten, bis zu einem schwächeren 31. Platz im zweiten Rennen. Danach konnte sie ihre Leistungen stabilisieren und wurde Elfte am Königssee und Zehnte im ersten, 24. im zweiten Rennen von Igls. Das letzte Rennen in Winterberg bestritt sie nicht und verpasste somit eine noch bessere Platzierung in der Gesamtwertung als den 22. Rang mit 136 Punkten. In Lillehammer startete sie zum dritten Mal in der Saison im Weltcup und konnte als 13. des Nationencups auf ihrer Heimbahn ihr erstes Rennen im Weltcup erreichen, in dem sie auf den 21. Platz fuhr. Saisonabschluss wurden die Junioren-Weltmeisterschaften 2018 in Altenberg. Im Erzgebirge schaffte die Norwegerin als Zehnte des Juniorinnen-Rennens erneut eine sehr gute Platzierung und ließ namhafte Fahrerinnen wie Nina Zöggeler, Cheyenne Rosenthal, Anda Upīte, Sigita Bērziņa, Marion Oberhofer, Trinity Ellis, Ashley Farquharson, Makena Hodgson, Klaudia Domaradzka sowie die Olympionikinnen des Jahres, Verónica María Ravenna und Katarína Šimoňáková hinter sich.
Nach den vergleichsweise vielen Einsätzen in der Vorsaison bestritt Tangnes 2018/19 wieder nur ein Saisonrennen. In Winterberg wurde sie Zehnte des Rennens im Juniorinnen-Weltcup. Auch 2019/20 trat sie nur bei einer Weltcup-Station an. Auf ihrer Heimbahn konnte sie sich in Lillehammer als 14. des Nationencup-Rennens zum zweiten Mal in ihrer Karriere für ein Weltcup-Rennen qualifizieren, in dem sie 22. wurde. Es waren zugleich die Europameisterschaften 2020, in deren Rahmen sie den 18., in der U-23-Wertung den achten Rang belegte.

## Statistik

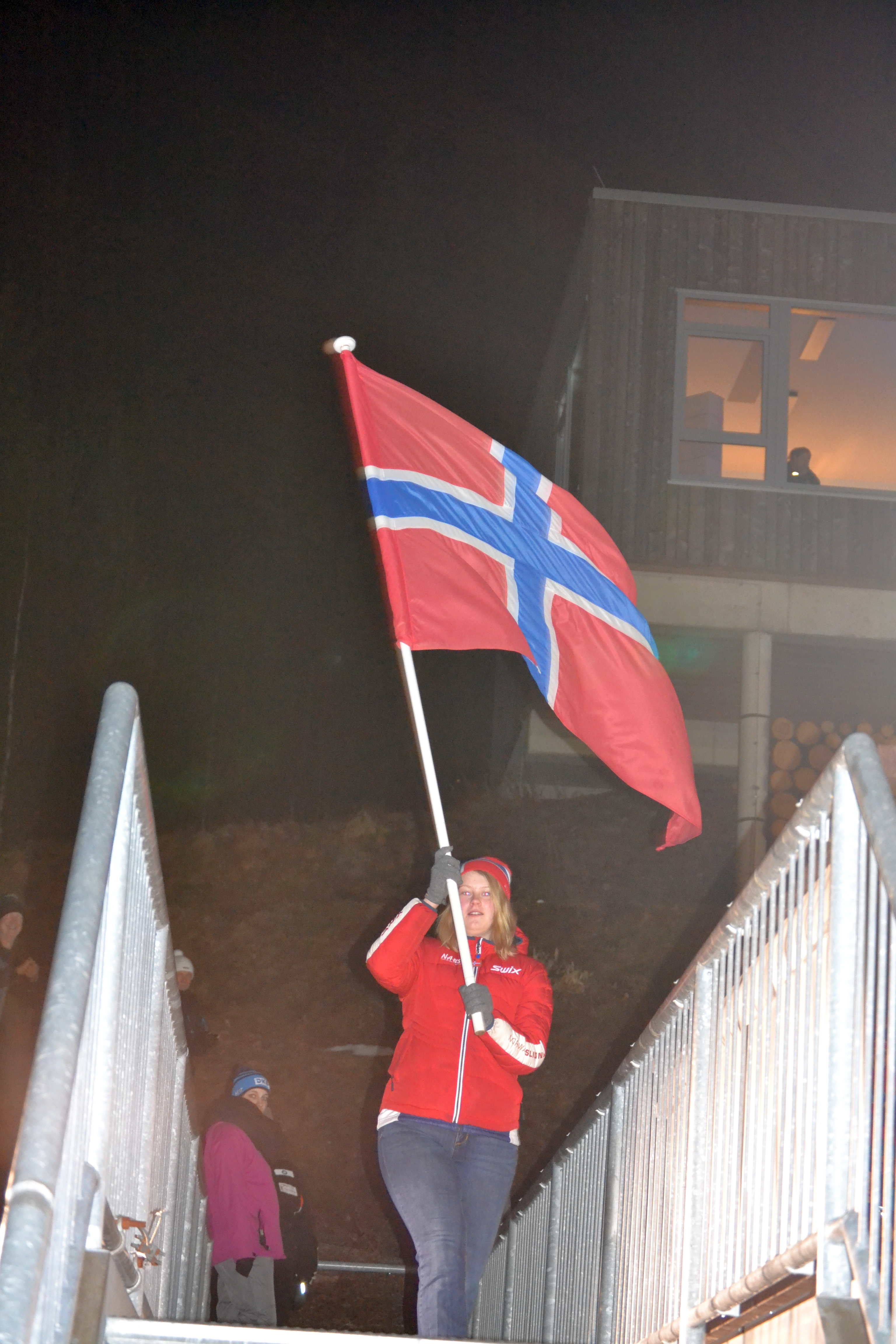
Tangnes als Fahnenträgerin bei der Eröffnungsfeier der Junioren-Weltmeisterschaften 2018

### Ergebnisse bei Meisterschaften
| Jahr | Olympische Spiele | Weltmeisterschaften | Europameisterschaften | U-23-Weltmeisterschaften | U-23-Europameisterschaften | Junioren-Weltmeisterschaften | Junioren-Europameisterschaften |
| ---- | ----------------- | ------------------- | --------------------- | ------------------------ | -------------------------- | ---------------------------- | ------------------------------ |
| 2014 | 0–                | 0/                  | 0–                    | 0/                       | 0–                         | 0–                           | 0–                             |
| 2015 | 0/                | 0–                  | 0–                    | 0–                       | 0–                         | 029.                         | 0–                             |
| 2016 | 06. (J)           | 0–                  | 0–                    | 0–                       | 0–                         | 0–                           | 0–                             |
| 2017 | 0/                | 30.                 | 0–                    | 15.                      | 0–                         | 0–                           | 0–                             |
| 2018 | 0–                | 0/                  | 0–                    | 0/                       | 0–                         | 10.                          | 0–                             |
| 2019 | 0/                | 0–                  | 0–                    | 0–                       | 0–                         | 0–                           | 0–                             |
| 2020 | 0/                | 0–                  | 18.                   | 0–                       | 08.                        | 0–                           | 0–                             |

### Platzierungen in Gesamtwertungen
| Saison  | Weltcup        | Weltcup        | Weltcup        | Weltcup        | Weltcup       | Weltcup       | Nationencup | Nationencup | Juniorinnen-Weltcup | Juniorinnen-Weltcup | Juniorinnen-Weltcup | Juniorinnen-Weltcup |
| Saison  | Gesamt-Weltcup | Gesamt-Weltcup | Einzel-Weltcup | Einzel-Weltcup | Sprintweltcup | Sprintweltcup | Nationencup | Nationencup | Juniorinnen-Weltcup | Juniorinnen-Weltcup | Juniorinnen-Weltcup | Juniorinnen-Weltcup |
| Saison  | Platz          | Punkte         | Platz          | Punkte         | Platz         | Punkte        | Platz       | Punkte      | Platz               | Punkte              | Platz               | Punkte              |
| ------- | -------------- | -------------- | -------------- | -------------- | ------------- | ------------- | ----------- | ----------- | ------------------- | ------------------- | ------------------- | ------------------- |
| 2013/14 | 0–             | 0–             | 0–             | 0–             | 0–            | 0–            | 0–          | 0–          | 0–                  | 0–                  | 30.                 | 046                 |
| 2014/15 | 0–             | 0–             | 0–             | 0–             | 0–            | 0–            | 0–          | 0–          | 0–                  | 0–                  | 41.                 | 014                 |
| 2015/16 | 0–             | 0–             | 0–             | 0–             | 0–            | 0–            | 0–          | 0–          | 0–                  | 0–                  | 35.                 | 058                 |
| 2016/17 | 0–             | 0–             | 0–             | 0–             | 0–            | 0–            | 0–          | 0–          | 16.                 | 138                 | 0–                  | 0–                  |
| 2017/18 | 38.            | 048            | 0–             | 0–             | 0–            | 0–            | 37.         | 076         | 22.                 | 136                 | 0–                  | 0–                  |
| 2018/19 | 0–             | 0–             | 0–             | 0–             | 0–            | 0–            | 0–          | 0–          | 31.                 | 036                 | 0–                  | 0–                  |
| 2019/20 | 48.            | 019            | 0–             | 0–             | 0–            | 0–            | 49.         | 028         | 0–                  | 0–                  | 0–                  | 0–                  |